# Simba-Rebellion
Die Simba-Rebellion war ein bewaffneter Aufstand, der sich ca. 1964–1967 im Osten der Demokratischen Republik Kongo während der Kongo-Krise ereignete. Die Rebellen, Anhänger des 1961 ermordeten ehemaligen Premierministers Patrice Lumumba, wurden von China, der Sowjetunion und später einer Gruppe kubanischer Soldaten unter Che Guevara unterstützt und eroberten weite Teile des Ostens des Landes, wobei sie auch europäische Geiseln nahmen. Den kongolesischen Truppen unter Führung des an die Macht geputschten Oberst Mobutu, unterstützt von den USA, belgischen Truppen und Söldnern aus Südafrika, gelang es, den Aufstand niederzuschlagen.

## Verlauf

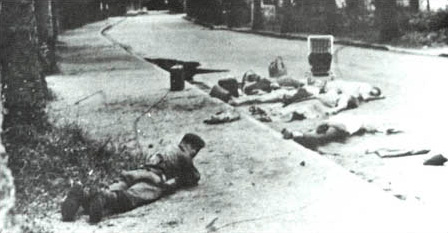
Belgischer Soldat vor den Leichen einiger getöteter Geiseln in Stanleyville, November 1964

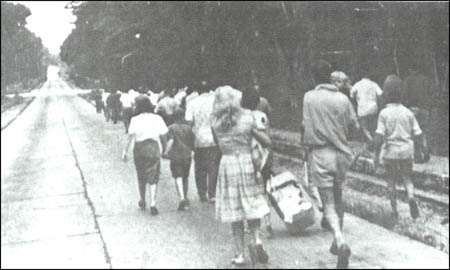
In Richtung Flughafen flüchtende Europäer

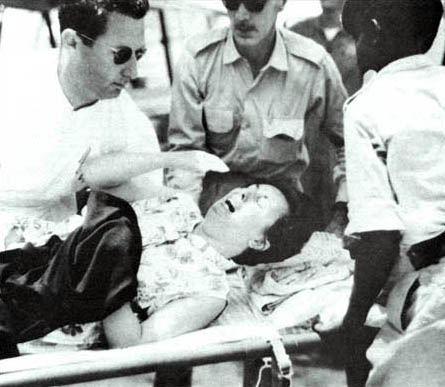
Befreite europäische Geisel wird zur Evakuierung in ein Flugzeug gebracht.

Im Jahre 1963 wurde erstmals aufgrund einer Verhaftung sowjetischer Diplomaten bekannt, dass Christophe Gbenye, ein lumumbistischer Politiker, eine revolutionäre Bewegung namens Comité National de Libération mit sich selbst an der Spitze gegründet hatte. Er hatte sowohl in der Regierung Lumumbas als auch in der Gegenregierung Gizengas das Amt des Innenministers bekleidet und bat die Sowjetunion und die Volksrepublik China um Unterstützung im Kampf gegen die Zentralregierung.
In der Folge entsandte China Militärberater nach Burundi, welche die Rebellen in Guerillatechniken ausbildeten; Unterstützung kam auch aus der UdSSR. In Süd-Kivu wurden die Rebellenstreitkräfte von Gaston Soumialot und in Nord-Katanga von Laurent-Désiré Kabila angeführt.
Im Mai 1964 gelang es den Rebellen, am Tanganjikasee die Städte Uvira und Albertville zu erobern. Anfang August eroberten die Rebellen Stanleyville und ermordeten 2500 Intellektuelle, Wohlhabende und Évolués (Kongolesen, die einen europäischen Lebensstil führten). Andere Schätzungen sprechen indessen auch von mehr als 20.000 ermordeten Afrikanern im Umfeld von Stanleyville. Zudem seien auch wahllos ehemalige, noch von den belgischen Kolonialherren eingerichtete Missionsstationen und Schulen zerstört worden.
In dem eroberten Gebiet gründeten die Rebellen am 5. September die République Populaire du Kongo (Volksrepublik Kongo). Gbenye wurde Präsident und Soumialot Verteidigungsminister. Die verschiedenen Rebelleneinheiten wurden zur Armée Populaire de la Libération (Volksbefreiungsarmee) zusammengefasst. Oberbefehlshaber dieser neugegründeten Armee wurde Nicholas Olenga.
Als der neu ernannte Premierminister des Kongos Moïse Tschombé begann, gegen die Rebellen vorzugehen, konnte er sich nicht auf die Nationalarmee verlassen. Zum einen hatte sie dem Vormarsch der Rebellen kaum Widerstand geleistet, zum anderen misstraute ihm die Armee aufgrund seines wenige Jahre zuvor gescheiterten Versuchs, die Katanga-Provinz zu einem unabhängigen Staat zu machen. Insofern musste sich Tschombé auf seine Verbände aus Katanga, die Katanga-Gendarmen sowie südafrikanische, belgische, irische und französische Söldner stützen, die schon während seines Sezessionsversuchs den Kern seiner Streitkräfte ausgemacht hatten. Etwa 300 Söldner standen unter dem Kommando des Iren Mike Hoare. Ebenfalls beteiligten sich belgische Offiziere als Militärberater und die US-Luftwaffe mit Transportflugzeugen an der nun anlaufenden Offensive. Darüber hinaus unterstützte der US-amerikanische Auslandsgeheimdienst CIA die Regierungsseite mit einem Luftwaffenkontingent, das aus Exilkubanern bestand und ursprünglich für die Invasion in der Schweinebucht 1961 gebildet worden war. Diese Fliegerstaffel war zunächst mit unbewaffneten North American T-6 zur Aufklärung und psychologischen Beeinflussung der Rebellen ausgestattet gewesen, wurde im Verlauf des Konflikts aber immer stärker bewaffnet, unter anderem mit North American T-28 und B-26K. Die Einheit arbeitete eng mit Hoares Söldnern zusammen und bot diesen die für Söldnereinheiten noch ungewohnte Luftnahunterstützung. Unter anderem vernichteten Hoare und die CIA-Flieger am 1. November 1964 ein Hauptquartier der Simba in Kindu.
Daraufhin wurden die in dem Gebiet verbliebenen Europäer von den bedrängten Rebellen als Geiseln genommen und im Hotel Victoria Palace in Stanleyville festgehalten. Als die Simba drohten, alle Europäer umzubringen, löste das eine noch größere Militäroperation der belgischen und US-amerikanischen Streitkräfte aus. Diese setzte sich aus einer Bodenoffensive (Operation Ommegang) und einer Luftoffensive (Operation Dragon Rouge) zusammen. Am 24. November 1964 sprangen 343 belgische Fallschirmjäger über dem Flughafen von Stanleyville ab und befreiten zusammen mit Hoares 5. Kommando die Stadt von den Aufständischen. Zwei CIA-Flugzeuge hatten zuvor die Flugabwehrgeschütze zerstört. Anschließend wurden 2000 Europäer mit C-130-Transportflugzeugen evakuiert. Die Transportflugzeuge sowohl für die Luftlandeeinheit als auch für den Transport der Zivilisten stellte die US Air Force. Ungefähr 100 Europäer sowie der Bürgermeister von Stanleyville, Sylvère Bondekwe, waren zuvor von den Lumumbisten ermordet worden, teils unter sehr grausamen Umständen. Im Rahmen der Kämpfe eroberten die Söldner auch die Makasi-Bierbrauerei. Die exilkubanische Fliegereinheit nannte sich in der Folge danach Makasi Air Force und übernahm den Büffel vom Logo der Brauerei als Wappentier auf ihren Flugzeugen.
Wenige Tage später wurden 90 Missionare weiter im Landesinneren von den Rebellen getötet. Die gleiche belgische Fallschirmjägereinheit sprang zwei Tage nach ihrem Einsatz in Stanleyville in der Operation Dragon Noir über Paulis ab und befreite rund 300 Geiseln. Rund 20 Europäer und Amerikaner hatten die Lumumbisten kurz zuvor umgebracht, nachdem sie die Nachricht von dem Angriff auf Stanleyville erreicht hatte.
Als sich die Rebellion bereits in Auflösung befand, landete im April 1965 Che Guevara mit über hundert kubanischen Soldaten schwarzer Hautfarbe im Aufstandsgebiet, um den Kampf der Simba zu unterstützen. Die Einheit wurde per Boot über den Tanganjikasee versorgt. Die CIA setzte dagegen die Makasi Air Force mit sechs T-28 und zwei B-26K sowie die sogenannte Makasi Navy, bestehend aus zwei Patrouillenbooten mit Radaranlagen, ein. Mit Hoares Söldnern als Bodenkomponente kam es in der Region auch zu größeren Gefechten mit dem kubanischen Expeditionskommando. Von der geringen ideologischen Überzeugung der Aufständischen enttäuscht, reiste Che Guevara nach sieben Monaten wieder ab. Seine Erfahrung hielt er in seinem später wiederaufgefundenen Tagebuch fest.
1967 verließen auch Gbenye und Soumialot das Land, womit die Rebellion faktisch endete. Soumialot floh zunächst über den Sudan nach Ägypten, später von dort nach Kuba; er kehrte allerdings Ende der 1970er Jahre, nach einer von Staatschef Mobutu Sese Seko ausgesprochenen Amnestie, wieder nach Zaire zurück. Nur Kabila konnte sich in einem kleinen Gebiet zwischen Fizi und Baraka behaupten, stellte aber für die Zentralregierung keine Bedrohung mehr dar. Kleinere und abgelegene Widerstandsnester der Simba-Rebellen sollen indessen noch bis Mitte der 1990er Jahre existiert haben.
Im Nachgang der Rebellion kam es zu einem Versuch französischer und belgischer Mitglieder des Söldnerkontingents, im Juni 1967 im Osten Kongos ein eigenes Hoheitsgebiet aufzubauen. Dieser wurde, unter anderem durch den erneuten Einsatz der exilkubanischen CIA-Flieger, schnell zerschlagen.

## Bewaffnung und Motivation
Da die Simbas kaum internationale Unterstützung erhielten, waren sie größtenteils auf primitive Waffen wie Speere, Macheten und Knüppel angewiesen. Aus diesem Grund bedienten sich die Rebellenführer traditioneller magischer Rituale, um ihre teilweise noch minderjährigen Kämpfer zu motivieren. So wurden sie von der féticheuse (von französisch fétiche: Zauber[mittel]; vgl. auch religiöser Fetischismus) Mama Onema verschiedenen Ritualen unterzogen, die ihnen Kraft verleihen sollten. Vor dem Kampf wurden die Krieger und ihre Waffen mit Wasser besprenkelt, was sie unverwundbar machen sollte. Beim Angriff auf die Regierungstruppen riefen die Rebellen: „Simba, Simba! Mulele mai! Mulele mai! Lumumba Mai! Lumumba Oyé!“ Dies sollte bewirken, dass sich die gegnerischen Kugeln bei einem Treffer in Wasser verwandeln. Da nicht nur die Rebellen, sondern auch die Regierungstruppen an die Wirksamkeit dieser Rituale glaubten, ergriffen die Soldaten trotz überlegener Bewaffnung oft bei einem Angriff der Simbas die Flucht.
Allerdings mussten die Simbas bestimmte Verhaltensnormen beachten. Ein Verstoß gegen diese Regeln würde den Verlust ihrer Unverwundbarkeit bewirken. Aus diesem Grund wurden dann auch Verluste in den Reihen der Rebellen damit erklärt, dass der Gefallene eine bestimmte Verhaltensregel nicht beachtet habe. Als es durch das Eingreifen der amerikanischen und belgischen Truppen zu starken Verlusten unter den Rebellen kam, wurden diese damit erklärt, dass der für die Jahreszeit typische Regen die Zauberkräfte abgewaschen habe. Weiterhin wurde die Unwirksamkeit des (vermeintlichen) Zauberschutzes in Gefechten durch die Simba auch dahingehend ausgelegt, dass der féticheur fehlerhaft gearbeitet habe oder ein Scharlatan sei – ein Umstand, der für die betreffenden „Zauberer“ oftmals tödlich enden konnte.